# 2010년 브라질 총선거
2010년 브라질 총선거는 브라질에서 2010년 10월 3일 치러지는 선거이다. 제36대 대통령과 하원의원 513명 전원에 대한 총선거 및 상원의원 81명 중 44명에 대한 선거가 동시에 치러진다. 또한 26개 주의 주지사 및 주의회의원 전원에 대한 지방선거도 동시에 치러진다. 대통령 선거에서는 브라질 노동당의 지우마 호세프가 당선됐다. 총선의 하원선거에서는 룰라주의자 블록이 359석, 중도우파 블록이 136석, 환경주의자가 15석을 차지했으며, 상원선거에서는 룰라주의자가 54석, 중도우파가 25석을 차지했다.

## 선거 결과

### 하원
| 정당        | 정당              | 득표수     | 득표율 | 의석 |
| ----------- | ----------------- | ---------- | ------ | ---- |
|             | 노동자당          | 16,289,199 | 16.9   | 88   |
|             | 브라질 민주운동당 | 12,537,252 | 13.0   | 79   |
|             | 공화당            | 7,311,655  | 7.6    | 41   |
|             | 사회당            | 6,851,053  | 7.1    | 34   |
|             | 민주노동당        | 4,854,602  | 5.0    | 28   |
|             | 기독교사회당      | 3,072,546  | 3.2    | 17   |
|             | 공산당            | 2,748,290  | 2.8    | 15   |
|             | 브라질 공화당     | 1,633,500  | 1.7    | 8    |
|             | 기독교 노동당     | 595,431    | 0.6    | 1    |
|             | 브라질 노동당     | 182,926    | 0.2    | 0    |
|             | 사회민주당        | 11,477,380 | 11.9   | 53   |
|             | 민주당            | 7,301,171  | 7.6    | 43   |
|             | 사회인문당        | 4,038,239  | 4.2    | 21   |
|             | 민중사회당        | 2,536,809  | 2.6    | 12   |
|             | 국민동원당        | 1,086,705  | 1.1    | 4    |
|             | 노동당            | 642,422    | 0.7    | 3    |
|             | 진보당            | 6,330,062  | 6.6    | 41   |
|             | 녹색당            | 3,710,366  | 3.8    | 15   |
|             | 사회주의와 자유당 | 1,142,737  | 1.2    | 3    |
|             | 사회인문당        | 764,412    | 0.8    | 2    |
|             | 사회자유당        | 499,963    | 0.5    | 1    |
|             | 노동자개선당      | 307,925    | 0.3    | 2    |
|             | 브라질 자유당     | 307,188    | 0.3    | 2    |
|             | 기타              | 358,178    | 0.4    | 0    |
| 계          | 계                | 96,580,011 | 100.00 | 513  |
|             |                   |            |        |      |
| 유효표      | 유효표            | 96,580,011 | 100.0  |      |
| 무효·기권표 | 무효·기권표       | -          | 0      |      |
| 총 투표     | 총 투표           | 96,580,011 | 100.00 |      |